# Nadav Na’aman

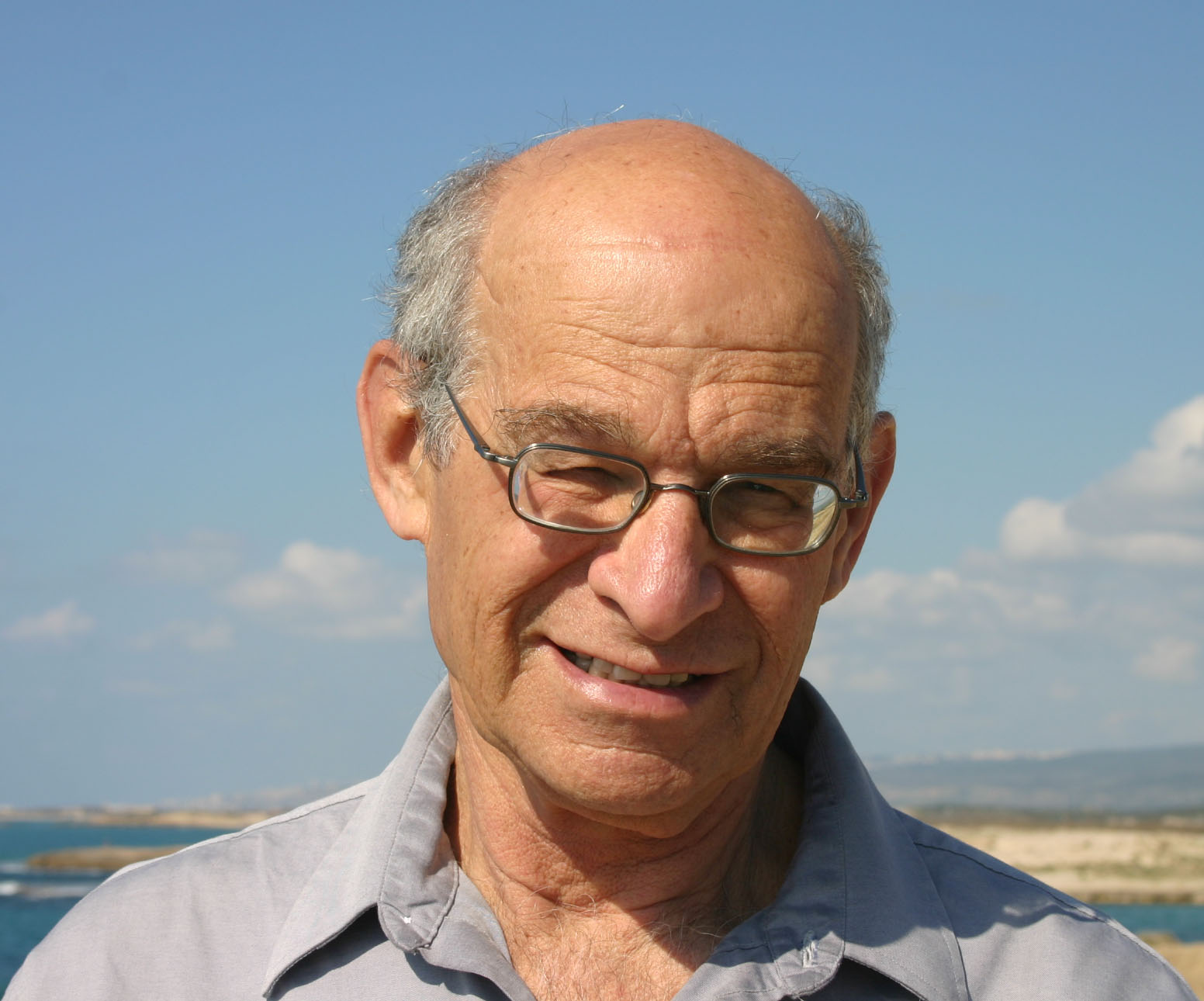
Nadav Naʾaman

Nadav Na’aman (hebräisch נדב נאמן; * 1939 in Jerusalem) ist ein israelischer Archäologe und Historiker.
Naʾaman wurde in einem Kibbuz bei Jerusalem geboren und wuchs im Kibbuz Kinneret am See Genezareth auf. Nach Ableistung seines IDF-Militärdienstes (1957–1960) verließ er 1964 den Kibbuz und studierte Archäologie und Jüdische Geschichte. Er promovierte 1975 an der Universität Tel Aviv bei Yohanan Aharoni mit einer Arbeit über die Bedeutung der Amarna-Briefe für die Geschichte Israels. Eine Zeit als Dozent für Archäologie und Geschichte des Alten Orients an der Universität Tel Aviv schloss sich an. 1984 wurde Naʾaman Associate Professor für Jüdische Geschichte. Von 1989 bis zu seiner Emeritierung 2007 hatte er einen Lehrstuhl für Jüdische Geschichte an der Universität Tel Aviv. 2012 wurde er zum Mitglied der Israelischen Akademie der Wissenschaften gewählt.

## Veröffentlichungen (Auswahl)
- Ancient Israel and Its Neighbors: Interaction and Counteraction. Gesammelte Essays, Band 1. Winona Lake 2005.
- Canaan in the Second Millennium B.C.E. Gesammelte Essays, Band 2. Winona Lake 2005.
- Ancient Israel’s History and Historiography: The First Temple Period. Gesammelte Essays, Band 3. Winona Lake 2006.